# Otis Livingston II
Otis Antoine Livingston II (Linden (Nueva Jersey), 12 de octubre de 1996) es un baloncestista estadounidense que pertenece a la plantilla del Bàsquet Girona de la Liga ACB. Con 1,80 metros de estatura, juega en la posición de base .

## Trayectoria deportiva
Es un base formado en Linden High School de su ciudad natal, antes de ingresar en 2015 en la Universidad George Mason, situada en el Condado de Fairfax, Virginia, donde jugaría durante cuatro temporadas en la NCAA con los George Mason Patriots, desde 2015 a 2019.
Tras no ser elegido en el Draft de la NBA de 2019, en la temporada 2019-20 llega a Dinamarca para jugar en el Horsens IC de la Basketligaen.
El 6 de enero de 2021, firma por el KK Kumanovo de la Prva Liga, la máxima categoría del baloncesto macedonio. 
En la temporada 2021-22, firmó contrato con el KK Mladost Zemun de la Košarkaška Liga Srbije.
El 14 de junio de 2022, fichó por el Crailsheim Merlins de la Basketball Bundesliga alemana.
El 12 de junio de 2023 fichó por el s.Oliver Baskets, también de la Basketball Bundesliga.
El 4 de junio de 2024 firmó con el Galatasaray de la BSL turca por una temporada.
El 3 de julio de 2025, ficha por el Bàsquet Girona de la Liga ACB.